# Melomys howi
Melomys howi is een knaagdier uit het geslacht Melomys dat leeft in de zuidelijke Molukken. Hij is alleen gevonden op het kleine eiland Riama (8°09'Z, 130°53'O) in de Yamdena-groep in de provincie Maluku Selatan. Het holotype, MZB 15912, werd gevonden in wit zand op 30 m van de kust. De soort is genoemd naar Richard Alfred How voor zijn vijftigste verjaardag en zijn werk voor de zoogdieren van de Indonesische eilanden. Deze soort is nauw verwant aan de M. lutillus-groep (Melomys lutillus en M. frigicola uit Nieuw-Guinea, M. bannisteri uit de Kei-eilanden en M. burtoni uit Australië en Nieuw-Guinea).
M. howi is een kleine soort met een kleine schedel. Het achterlijf is bedekt met witte vacht. Per staartschub zijn er drie haren. De schubben zijn plat. Per cm zitten er 11 tot 13. De staart is tweekleurig. De voeten zijn breed.